# Stazione di Altavilla Irpina
La stazione di Altavilla Irpina è una stazione ferroviaria della linea Benevento-Avellino gestita da RFI e al servizio del comune di Altavilla Irpina, in provincia di Avellino. Lo scalo si trova distante dal centro abitato ed è sito nella località Altavilla Scalo, nella valle del Sabato, all'innesto della SS 371 con la SS 88.

## Strutture e impianti
Il fabbricato storico venne gravemente danneggiato dal terremoto del 1980 e perciò venne demolito e ricostruito con quello tuttora presente, contemporaneamente all'eliminazione del vecchio scalo merci ormai inutilizzato. Verso la metà degli anni 1990 lo scalo venne reso impresenziato.
La stazione è dotata di due binari passanti muniti di banchina per il servizio viaggiatori.

## Movimento
Fino agli anni 1960 lo scalo vide un discreto traffico, dovuto soprattutto alle miniere di zolfo presenti nei comuni di Altavilla e del vicino Tufo.
La stazione è servita da alcuni treni svolti da Trenitalia nell'ambito del contratto di servizio stipulato con la Regione Campania: l'azienda del gruppo FS opera treni regionali tra Benevento da un lato e Avellino, Salerno e Mercato San Severino dall'altro.
Dal 12 dicembre 2021 la fermata è autosostituita, a causa dei lavori di elettrificazione della linea in corso.